# Chrono des Nations
Chrono des Nations – jednodniowy wyścig kolarski zaliczany do cyklu UCI Europe Tour. Odbywa się corocznie w październiku, od 2006 roku i jest to etap jazdy indywidualnej na czas.

## Historia
Wyścig pierwotnie nazywał się Grand Prix des Nations i był jedną z najważniejszych jazd indywidualnych na czas w kolarstwie szosowym. Po raz pierwszy wyścig ten rozegrano w roku 1932, po czym organizowano go corocznie. Przez wiele dziesięcioleci zawody odbywały się w Val de Chevreuse, na zachód od Paryża, a trasa wyścigu liczyła z początku 140 km. Od połowy lat 70. miejsce organizowania wyścigu zmieniało się wielokrotnie, między innymi w latach 1977-90 miejscem zmagań kolarzy było Cannes, w latach 1993-99 Lac du Madine, wreszcie ostatecznie w Normandii. Długość trasy była z biegiem lat sukcesywnie zmniejszana, w ostatniej edycji w 2004 roku wynosiła tylko ok. 70 km. Dalej była to jednak najdłuższa czasówka w zawodowym kolarstwie.
Po zakończeniu 68. edycji wyścigu w roku 2004 francuska firma ASO (która organizuje również Tour de France) uznała, że istnienie tak długiej jazdy na czas nie ma dłużej racji bytu. Tak więc GP des Nations podzieliło los innych anachronicznych klasyków, takich jak Paryż-Brest-Paryż czy Bordeaux-Paryż, które "zdjęto" w latach 60. i (odpowiednio) 80. W roku 2006 mała francuska czasówka "Chrono des Herbiers" została przemianowana na "Chrono des Nations", aby przedłużyć tradycję "Grand Prix des Nations".

## Znaczenie i rekordziści
Aż do momentu wprowadzenia jazdy indywidualnej na czas do Mistrzostw Świata w kolarstwie w 1994 roku, GP des Nations było najważniejszą czasówką (nie licząc tych w ramach Wielkich Tourów) w świecie kolarskim. Ta znacząca pozycja jest odzwierciedlona w liście zwycięzców, którą zapełniają wielkie nazwiska. Wielokrotni zwycięzcy Tour de France wygrywali również i tutaj: Antonin Magne (3x), Fausto Coppi (2x), Hugo Koblet, Louison Bobet, Felice Gimondi (2x), Luis Ocaña, Eddy Merckx, Bernard Hinault (5x), Laurent Fignon oraz Lance Armstrong. Rekordzistą jest jednak Jacques Anquetil, który odniósł w tym wyścigu łącznie 9 zwycięstw, pierwsze jako 19-latek w 1957 roku, a ostatnie w 1966. Zyskał sobie dzięki temu przydomek Monsieur Chrono.